# Rhum Trois Rivières
Pour les articles homonymes, voir Trois-Rivières (homonymie).
 (août 2019).
Si vous disposez d'ouvrages ou d'articles de référence ou si vous connaissez des sites web de qualité traitant du thème abordé ici, merci de compléter l'article en donnant les références utiles à sa vérifiabilité et en les liant à la section « Notes et références ».
Le rhum Trois Rivières est un rhum agricole de la Martinique, anciennement distillé à la distillerie Trois-Rivières à Sainte-Luce, et dorénavant produit à la distillerie Maison La Mauny de Rivière-Pilote,.

## Histoire
Amédée Aubéry, un industriel et propriétaire terrien, se porte acquéreur en 1905 de Trois Rivières, domaine situé dans le quartier du même nom de la commune de Sainte-Luce. Il arrête la production de sucre et fabrique uniquement du rhum. Son fils agrandit la plantation, transfère la distillerie Dizac au Diamant vers Trois Rivières et consacre la production au rhum agricole, élaboré à base de jus de canne à sucre. 
En 1994, la société Bellonnie & Bourdillon Successeurs rachète la distillerie Trois Rivières et ses deux marques, en 2004 la production de la distillerie est déplacée à la distillerie La Mauny à Rivière-Pilote.
En 2012, lors du rachat de Bellonnie & Bourdillon Successeurs par le groupe français Chevrillon, Trois Rivières est repris en même temps que les rhums La Mauny et Duquesne.
En septembre 2019, Campari acquiert Rhumantilles, propriétaire des marques Trois Rivières, Duquesne et La Mauny, pour 60 millions d'euros.

## Production
Le rhum blanc agricole Trois Rivières est distillé sur le site de La Mauny à Rivière-Pilote selon le cahier des charges propres à l’AOC Rhum de la Martinique. Les bonnes années sont mises à vieillir en fûts de chêne pour une durée minimum de 3 ans afin d'obtenir l’appellation AOC Martinique pour les Rhum Vieux. 
Chaque année, sont produits près de 1 400 000 litres de rhum agricole.
Depuis novembre 1996, les rhums agricoles Trois Rivières bénéficient de l'appellation AOC.

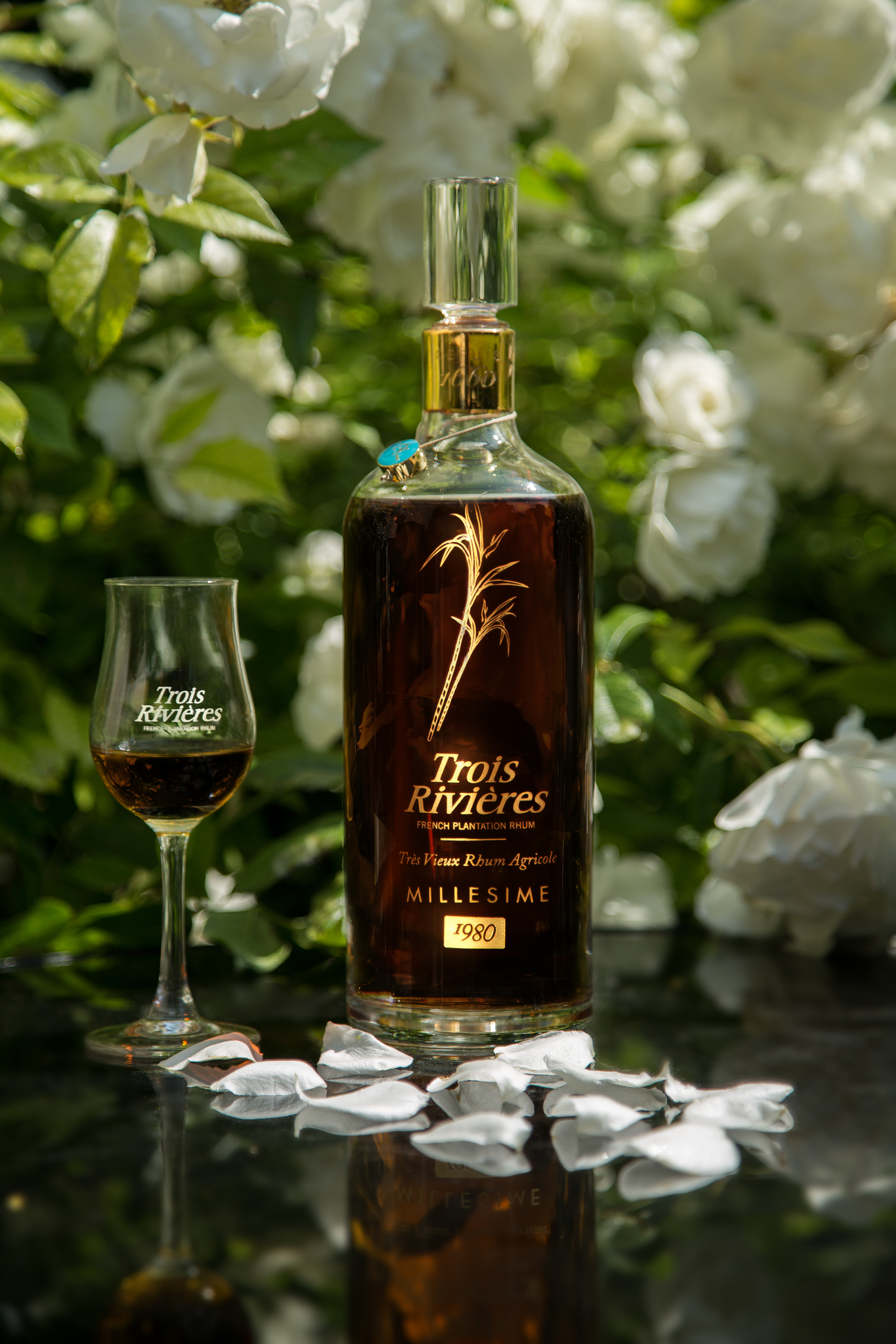
Trois Rivières Millésime 1980 dans son étui Baccarat